# Casalfiumanese
Casalfiumanese (Casêl Fiumanés in romagnolo) è un comune italiano di 3 360 abitanti della città metropolitana di Bologna in Emilia-Romagna. 
Il territorio comunale, in massima parte a est del fiume Sillaro, è situato in Romagna (ad esclusione della frazione bolognese di San Martino in Pedriolo). Il centro abitato principale si trova lungo la Valle del Santerno; il centro storico è situato in una zona sopraelevata.

## Geografia fisica
- Classificazione climatica: zona E, 2334 GR/G

Nella zona sono presenti sorgenti salsoiodiche. Inoltre, si possono osservare emanazioni gassose che danno origine al fenomeno dei "bollitori".

## Storia
Nell'Alto Medioevo esisteva un agglomerato di case lungo il rio Salato (affluente di sinistra del Santerno), chiamato Rivo Salso (oggi rio Salato), costruito attorno a una chiesa dedicata alla Madonna («S. Maria in Rivo Salso»).
Tra il X e l'XI secolo gli abitanti decisero di edificare un castrum, ovvero una fortezza murata. Scelsero un poggiolo pochi chilometri più a sud, sempre sulla sinistra del Santerno. Vi si trasferirono in massa e successivamente si costituirono in libero comune (fine XI secolo).
 
Il nome Castrum Casale compare in tre bolle papali del XII secolo (nel 1127 di papa Onorio II, nel 1151 e nel 1179 ad opera dei papi successivi). Il castello aveva forma rettangolare con un'unica porta d'ingresso con ponte levatoio volta verso est. Successivamente venne eretta una torre con orologio pubblico, simbolo del paese e tuttora raffigurata nello stemma comunale.
Nel XIII secolo il castello di Casale faceva parte del contado della città di Imola.
Tra il 1265 e il 1278, Imola e il proprio contado furono assoggettate alla città di Bologna. Durante questo breve periodo i bolognesi procedettero a censire le proprietà private nelle terre da loro conquistate. In questo censimento fiscale apparve per la prima volta il nome Casale Flumanese.
- Casalfiumanese
- Fiagnano
- Croara
- Bello (oggi San Martino in Pedriolo)
- Bastia di Codronco
- Gesso (comprende Sassoleone)

Fonte: Marcello Castellari, 1975.
Nel secolo seguente Casale fu lungamente conteso tra Bologna e Imola, che cercarono di annetterlo ai propri dominii approfittando della lontananza dei papi, trasferitisi ad Avignone. Bologna riuscì a strappare a Imola una serie di territori a macchia di leopardo, alcuni siti nella valle del Sillaro, altri nella valle del Santerno: Casalfiumanese, Croara, Sassoleone, Codronco (comprendente Pezzolo, Filetto, Carseggio e Macerato), Fiagnano e Bello (oggi San Martino in Pedriolo): in tutto, sei castra. Croara, a sua volta, incorporava la Morea, Tombe di Sassatello e Gesso (sotto la cui giurisdizione era Sassoleone). Il 7 aprile 1376 i massari di questi territori, ben 38, sottoscrissero un patto di fedeltà verso la città felsinea. Il patto però non divenne mai effettivo a causa delle lotte intestine tra le famiglie patrizie di Bologna. Nel 1379 tra gli abitanti di Codronco scoppiò una faida con morti da entrambe le parti. Il Comune di Bologna intervenne e divise il paese in due: Codronco e Bastia di Codronco. Il primo si dichiarò fedele ad Imola, mentre il secondo si schierò per Bologna. Il confine è rimasto inalterato fino ad oggi. Attualmente divide i comuni di Casalfiumanese e Fontanelice. Il monte Codronco e Filetto passarono ai fontanesi, mentre Pezzolo, Carseggio e Macerato rimasero a Casalfiumanese. Presso la parrocchia di Macerato ebbero origine le famiglie Codronchi Guidarelli, Codronchi Àrgeli e Codronchi Ceccoli. Queste famiglie lasciarono il paese d’origine e si inurbarono a Imola, dove divennero tra le famiglie aristocratiche più in vista della città.
Successivamente, nel territorio dei sei castra sorsero due nuovi centri: l'abitato della pieve di Sant'Andrea e quello di Pedriaga, situati a pochi km l'uno dall'altro. Tutte queste comunità nel 1417 formarono la "Podestaria del Comune di Bologna nel territorio imolese".
Tale assetto giunse immutato fino al 1797 quando, con il nuovo regime imposto dai francesi di Napoleone, furono istituiti i Dipartimenti e i cantoni: Casalfiumanese venne incluso nel Dipartimento del Santerno o d'Imola. Poi con la Restaurazione si tornò all'assetto precedente. L'unica differenza fu che, mentre Casalfiumanese rimase comune autonomo, gli altri centri abitati furono declassati.
Il 27 dicembre 1859, con la ridefinizione delle circoscrizioni territoriali, il Comune di Casalfiumanese fu aggregato alla Provincia di Bologna. Con il plebiscito del 1860 entrò a far parte del Regno di Sardegna, che l'anno dopo divenne Regno d'Italia.
Verso la fine della seconda guerra mondiale, Casalfiumanese venne liberata da truppe americane e da soldati italiani della "Nembo" il 12 aprile 1945.

### Simboli
Lo stemma comunale è stato riconosciuto con decreto del capo del Governo del 30 dicembre 1926.
Il gonfalone, concesso con regio decreto del 17 febbraio 1927, è un drappo di azzurro.

## Monumenti e luoghi d'interesse

### Architetture religiose
- Santuario della Madonna di Riviera o chiesa della Visitazione della Beata Vergine di Riviera[19]. È il più antico santuario mariano della vallata del Santerno[20]. Alla fine del XIV secolo fu visitato dal Beato Giovanni Tavelli[21]. All'inizio del XV secolo fu ricostruito in stile tardo romanico, nel 1428 fu consacrato dal vescovo Pietro Hondedei e circa due anni dopo gli fu annesso un piccolo convento, retto dai Padri Serviti, provenienti da Imola. Il convento ospitò papa Paolo III durante un suo viaggio, a testimonianza del prestigio di questo piccolo luogo di culto. Nel 1653 papa Innocenzo X soppresse la comunità dei Servi di Maria per l'esiguità del numero. Dopo la morte dell'ultimo rettore, avvenuta nel 1834, la frequentazione della chiesa si azzerò, tranne che per il 2 luglio, festa della Visitazione di Maria ad Elisabetta. In pochi decenni l'edificio si deteriorò e all'alba del XX secolo era in stato collabente. I primi restauri furono effettuati nel 1913 e nel 1917, quando fu rifatto il tetto. La chiesa è stata restituita al culto grazie a una serie di restauri effettuati negli anni 1960[21]. Costruito in sassi di fiume (che lo rendo unico in tutta la valle), il santuario è a pianta rettangolare a navata unica, con sei cappelle laterali. L'abside è decorata da un ciclo di affreschi del XVI secolo (restaurati nel 2024) attribuiti a Bernardino da Tossignano che raffigurano, tra l'altro, la Visitazione. La chiesa custodì per oltre quattro secoli un prezioso quadro della Madonna con Bambino dipinto nel 1448 da Jacopo Bellini. Oggi l'originale è conservato alla Pinacoteca dell'Accademia di Brera; in loco è stato sostituito da una copia di Pompeo Coccia[22];

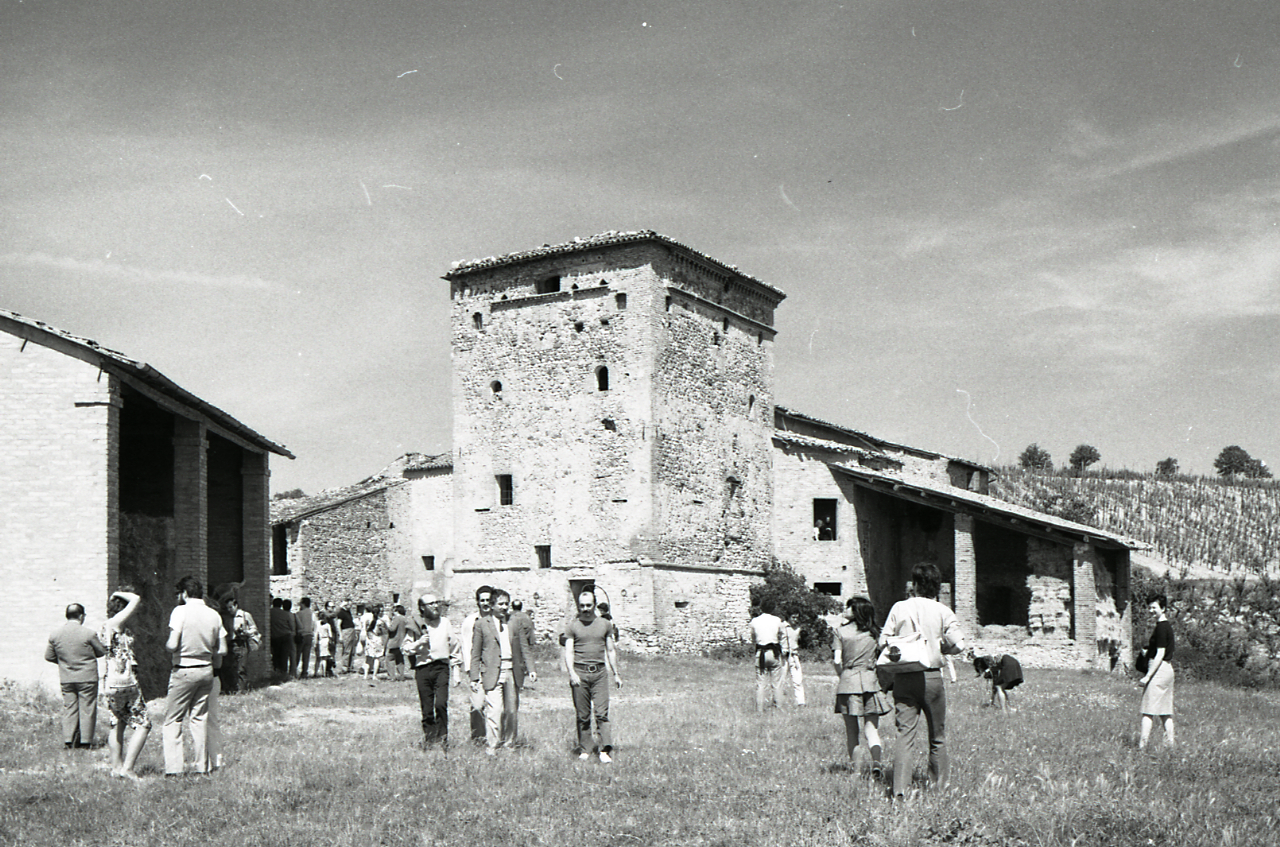
Pieve di sant'Andrea, foto di Paolo Monti del 1971

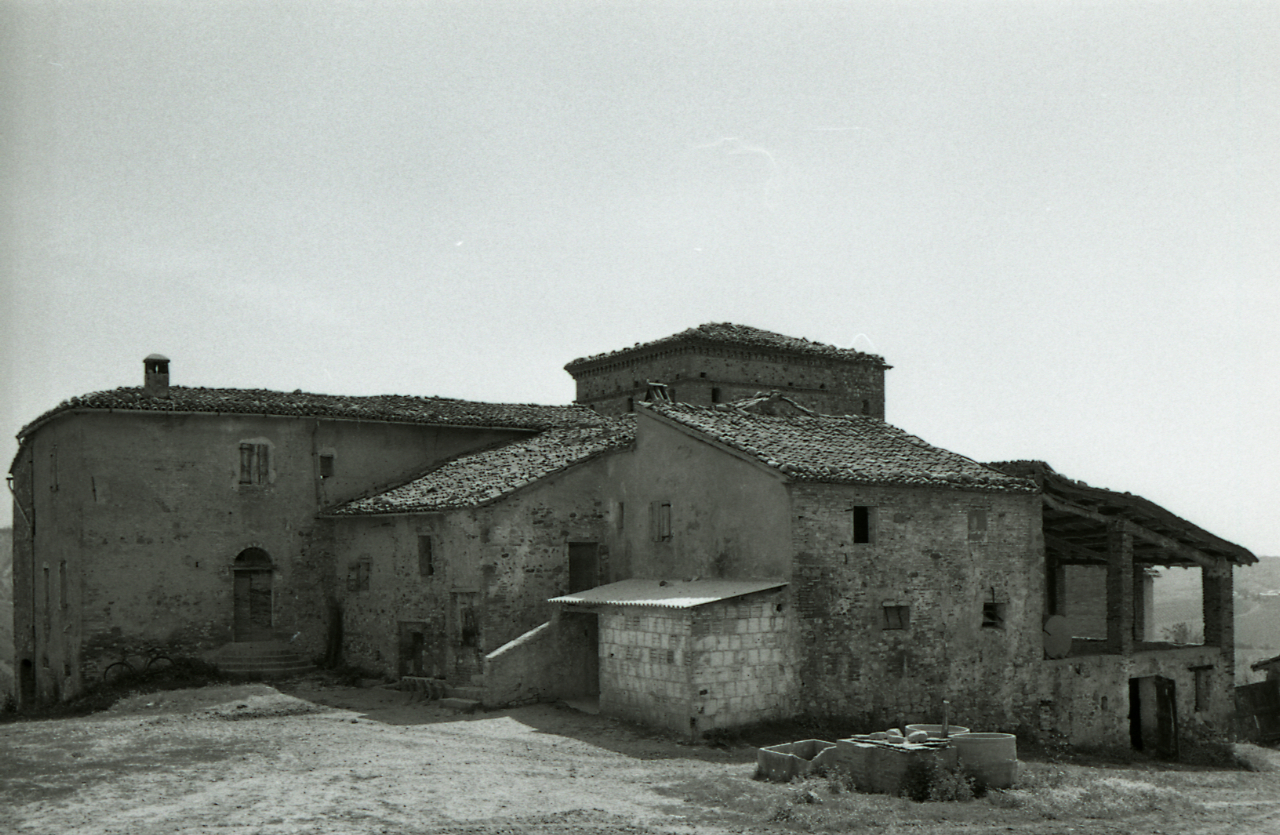
Foto di Paolo Monti del 1971

- Pieve di sant'Andrea (borgo incastellato con torrione). La prima memoria della pieve (immagine) è contenuta in una bolla di papa Onorio II indirizzata al vescovo Bennone databile negli anni 1126-1130. Ancora parzialmente racchiuso nelle quattrocentesche mura, con un superstite torrione dell'epoca di Ludovico Alidosi (1412), il borgo è oggi diviso a metà tra i comuni di Imola e Casalfiumanese[23];
- Campanile di Fiagnano, resti di un antico campanile che domina dall'alto la valle del Sellustra.[24]

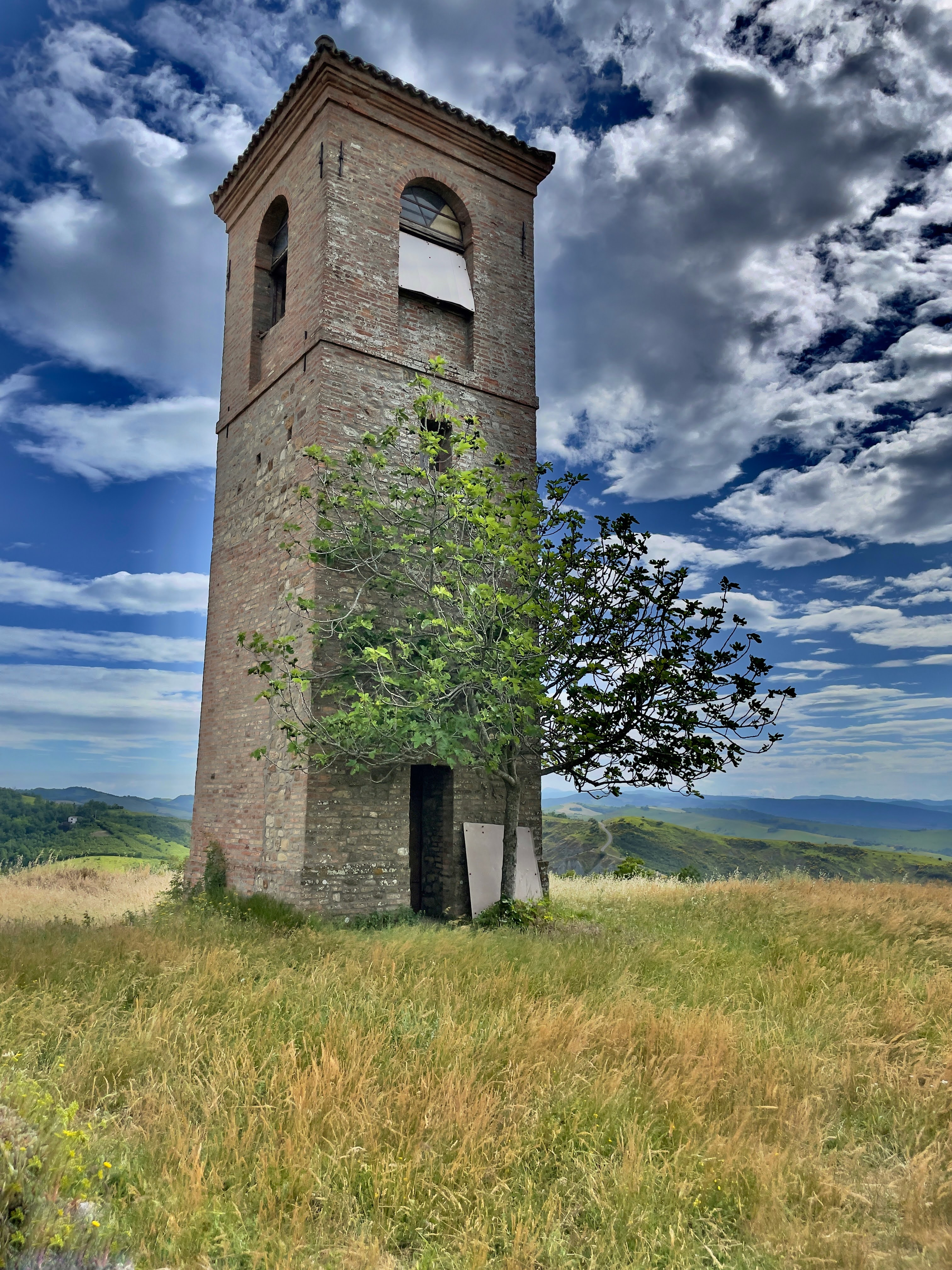
Il Campanile di Fiagnano

La più antica chiesa del territorio era denominata nell'Alto Medioevo Santa Maria Rivi Salsi e fu edificata presso il rio omonimo, citato nei documenti come Rivo Salso (oggi è il rio Salato). Anche dopo la fondazione di castrum Casale (tra il X e l'XI secolo) la chiesa di Santa Maria continuò ad essere la chiesa principale della comunità. Solo nel 1630 la titolarità parrocchiale fu trasferita dentro Casalfiumanese, la cui chiesa fu intitolata a San Gregorio Magno. Nel 1714 fu insignita del titolo arcipretale. Quanto a S. Maria Rivi Salsi, essa fu abbandonata e cadde in rovina. Oggi ne restano i ruderi.
L'altra chiesa importante nella storia della comunità è la pieve di Gesso. Nel Medioevo la sua giurisdizione si estendeva a monte fino al confine con il territorio dei conti Ubaldini.

## Architetture civili
Villa Manusardi è uno storico edificio ottocentesco, che un tempo era dimora di villeggiatura di una famiglia di banchieri milanesi. Oggi ospita la biblioteca, la scuola dell’infanzia e quella di musica.

## Aree naturali
- Il territorio comunale è in parte occupato dal Parco regionale della Vena del Gesso Romagnola.[26]

## Società

### Evoluzione demografica
Abitanti censiti

Variazione della popolazione residente a Casalfiumanese dal 2006 al 2010.
| Data       | Abitanti | Variazione | Italiani | Variazione | Stranieri  | Variazione |
| ---------- | -------- | ---------- | -------- | ---------- | ---------- | ---------- |
| 31-12-2006 | 3 241    |            | 3 086    |            | 155 (4,8%) |            |
| 31-12-2010 | 3 478    | + 7,3%     | 3 200    | + 3,7%     | 278 (8,0%) | + 79,4%    |

Fonte, Dati Istat al 31 dicembre 2010.

### Religione

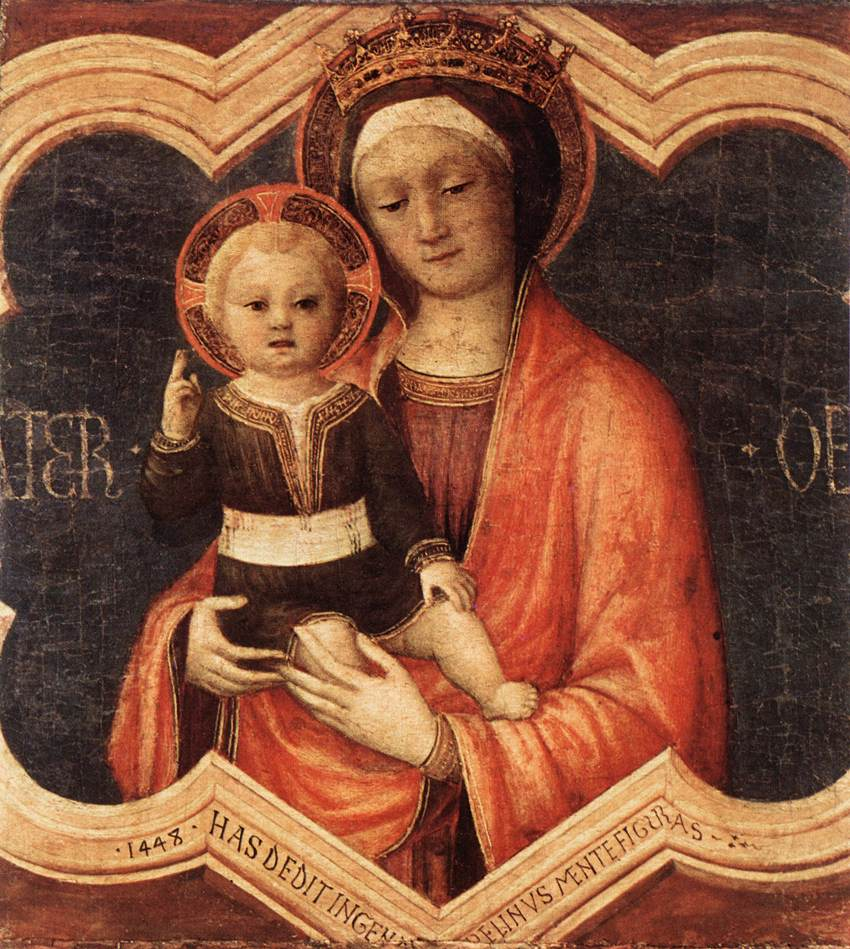
Jacopo Bellini, Madonna col Bambino (1448). L'immagine fu realizzata per il Santuario della Madonna di Riviera, dove fu venerata per oltre quattro secoli.

Quasi tutto il territorio di Casalfiumanese appartiene alla diocesi di Imola. Nel comune sono presenti nove parrocchie facenti parte della Diocesi imolese. Si tratta di: Casalfiumanese (principale), Casalino, Carseggio, Croara, Gesso, Pezzuolo, Sassoleone, Sellustra e Valsellustra (che ha ereditato il titolo dell'antica Pieve di Sant'Andrea). Vi è inoltre una parrocchia facente parte dell'Arcidiocesi di Bologna: San Martino in Pedriolo.
A Casalfiumanese ha avuto sede dal 1969 al 2021 una Casa della congregazione delle «Pie Operaie di San Giuseppe», fondata a Castel del Rio dalla Serva di Dio Madre Maria Agnese Tribbioli (1879 - 1965).
Il Santuario della Madonna di Riviera o «della Visitazione» (sulla Via Montanara tra Casalfiumanese e Borgo Tossignano), è il più antico luogo di devozione mariana della vallata del Santerno. La chiesa, in stile tardo-romanico, è attestata sin dal XIV secolo. Secondo la tradizione, nel 1428 la Vergine apparve a una fanciulla del posto di nome Cornelia. Il santuario ospitò fino al 1653 una comunità di Padri Serviti. Al suo interno conservò per secoli una tela del pittore quattrocentesco Jacopo Bellini, oggi esposta alla Pinacoteca di Brera. L'immagine, molto venerata dai fedeli, fu incoronata dal vescovo Luigi Tesorieri alla fine del XIX secolo. La Madonna di Riviera è invocata come protezione da tutte le calamità naturali. La sua ricorrenza cade il 2 luglio.
Altro luogo di venerazione è stato per secoli il Santuario della Madonna del Rio, a Gesso. L'immagine, in terracotta, fu rinvenuta nel 1638 da un contadino, Giovanni Masi, nel letto del rio. La costruzione della chiesa risale al 1714. Alla chiesa venne poi aggiunta la casa del pellegrino. Dopo la seconda guerra mondiale la zona si spopolò: da allora il santuario venne abbandonato. Nel 1972 la sacra immagine venne traslata nella nuova chiesa di San Martino a Gesso, dove due anni dopo fu trafugata.

## Cultura

### Teatro
Il teatro comunale di Casalfiumanese, allestito nell'ex casa del popolo cittadina e riaperto a febbraio 2024 dopo l'alluvione del maggio 2023, offre una stagione di prosa (anche commedie in romagnolo) ed è sede di convegni e iniziative culturali.

### Eventi
Casalfiumanese
- «Sagra del raviolo» (la domenica più vicina al 19 marzo, Festa di San Giuseppe), venne istituita nel 1925 riprendendo l'antica Fiera del bestiame di San Giuseppe, risalente al lontano 1738. Dalla torre del Comune che si affaccia sulla piazza centrale del paese (piazza Cavalli) avviene il caratteristico lancio dei ravioli dolci sulla folla che riempie la piazza. La ricetta parte da una base di pasta che è la stessa della comune ciambella. Stesa la pasta, si passa alla farcitura. Quella tradizionale è a base di mostarda dolce, che prevede come ingredienti fondamentali pere sode, mela cotogna, prugne, scorza con l’aggiunta di succo di agrumi in minima quantità. Una volta chiusi, nella tipica forma a mezzaluna e cotti, i ravioli vengono bagnati nell'alchermes ed inzuccherati.
- «Mostra e sagra dell'albicocca» (ultima domenica di giugno), dal 1971.

Sassoleone
- «Sagra della cuccagna», (la prima domenica di aprile), si svolge dalla fine del XIX secolo;

## Geografia antropica
Il territorio comunale abbraccia tre vallate: Santerno, Sellustra e Sillaro. Per estensione è il quarto comune del circondario imolese, dopo Imola, Medicina (Italia) e Castel San Pietro Terme. Oltre al capoluogo, tra i centri maggiormente abitati si registrano le frazioni di San Martino in Pedriolo e Sassoleone. 
Altre località sono Borgo Casale, Carseggio, Casalino, Casoni di Romagna, Croara, Gesso, Pezzuolo, Pieve Sant'Andrea, Riviera, Sellustra e Valsellustra.

## Economia

### Agricoltura
La posizione geografica nel quale si trova rende adatto il suo territorio alle colture da frutto.

## Amministrazione
Il Comune di Casalfiumanese fa parte dell'unione dei comuni denominata Nuovo Circondario Imolese.

### Sindaci precedenti
| Periodo        | Periodo        | Primo cittadino   | Partito               | Carica  | Note                                                    |
| -------------- | -------------- | ----------------- | --------------------- | ------- | ------------------------------------------------------- |
| 1945           | 1948           | Luigi Baroncini   |                       | Sindaco | Nominato dal prefetto nel 1945, eletto il 31 marzo 1946 |
| 1948           | 1951           | Sergio Battilani  | Partito Comunista     | Sindaco | Dimissioni                                              |
| 1951           | 1975           | Vito Salieri      | Partito Comunista     | Sindaco | Confermato nel 1956, 1960 e nel 1964.                   |
| 1975           | 17 luglio 1980 | Luciano Poli      |                       | Sindaco |                                                         |
| 18 luglio 1980 | 25 giugno 1985 | Franco Falconi    |                       | Sindaco |                                                         |
| 26 giugno 1985 | 23 aprile 1995 | Raffaella Salieri | Partito Comunista PDS | Sindaco | Confermata il 26 maggio 1990.                           |
| 24 aprile 1995 | 13 giugno 2004 | Gigliola Poli     | PDS lista civica      | Sindaco | Confermata il 14 giugno 1999.                           |
| 14 giugno 2004 | 25 maggio 2014 | Roberto Poli      | lista civica          | Sindaco | Confermato l'8 giugno 2009.                             |
| 26 maggio 2014 | 26 maggio 2019 | Gisella Rivola    | lista civica          | Sindaco |                                                         |
| 27 maggio 2019 | in carica      | Beatrice Poli     | Partito Democratico   | Sindaco | Confermata il 10 giugno 2024.                           |

### Gemellaggi
- Rotondella, dal 28 giugno 2003

## Sport

### Società sportive
La squadra Valsanterno 2009 è l'unica squadra di calcio del comune.